# Marta Mathéu
Marta Mathéu (Tarragona, 1980) es una soprano española.

## Formación musical
Estudió piano, canto y órgano en el Conservatorio Profesional de Música de su ciudad. Se trasladó a Valencia donde cursó el grado superior de canto con la catedrática Ana Luisa Chova en el Conservatorio Superior de Música Joaquín Rodrigo, donde obtuvo la Matrícula de Honor. Gracias a esta sólida formación, puede abordar con naturalidad las principales obras y roles de la ópera, el oratorio y el lied, así como alternar el repertorio de música antigua con el repertorio clásico, romántico, del siglo XX y contemporáneo.

## Trayectoria
Ha actuado en algunos de los escenarios más destacados del mundo, incluyendo el Palau de la Música Catalana, el Teatro Real y la Philharmonie de París. Ha trabajado con maestros de la talla de Gustavo Dudamel, Víctor Pablo Pérez, Jordi Savall, Josep Pons, Antoni Ros Marbà, Neville Marriner y Fabio Biondi. Con el pianista Albert Guinovart ha logrado éxitos notables de crítica y público ofreciendo recitales conjuntos, entre los que destaca el programa con obras para voz y piano solo que han preparado con motivo del Año Granados. Entre sus maestros están Montserrat Caballé, Elena Obraztsova y Wolfram Rieger.
Como solista ha interpretado el Stabat Mater de Pergolesi, Gloria de Vivaldi, las pasiones según San Juan y según San Mateo (esta última, con Jordi Savall) y el Magnificat de Bach, El Messies y Dixit Dominus de Händel (este último, grabado también con Jordi Savall), Misa de la Coronación y Réquiem de Mozart, 9a sinfonía ("coral") de L.V. Beethoven; Misa Solemnis de Cherubini, Stabat Mater de Rossini, Requiem de Fauré y Te Deum de Kódaly, entre otros. Ha interpretado los papeles de Luisa Fernanda (Luisa Fernanda) de F. Moreno Torroba; Isabella (Die Verschworenen) de Franz Schubert; Berta (Babel 46) de X. Montsalvatge; Amèlia al bailo y Amahl and the Visitors de G. Menotti; Donna Anna (Don Giovanni) y Marcellina (Le nozze di Figaro) de W. A. Mozart y Woglinde (Das Rheingold) de R. Wagner. Es considerada como una de las promesas de la ópera en España del siglo XXI.
En julio de 2020 debuta en el Liceo de Barcelona por primera vez en escena, tras participar en numerosos conciertos en este escenario. Lo hace con el papel de Berta, de El Barbero de Sevilla. Ha colaborado en diversas ocasiones con la Orquesta Sinfónica de Barcelona y Nacional de Cataluña, en obras como el Stabat Mater de Rossini (dirigida por Rinaldo Alessandrini) y Réquiem de Dvorak (dirigida por Kazushi Ono). También ha ofrecido recitales de zarzuela con la Banda de la ciudad. En octubre de 2019 protagonizó un concierto benéfico en el Monasterio de Poblet para recaudar fondos para los afectados por las inundaciones en Cataluña.
En 2017 ha protagonizado la primera grabación completa de la zarzuela Cançó d'amor i de guerra desde que en 1974 la grabase Montserrat Caballé. También está publicada en CD la Pasión según San Juan de J. S. Bach, con la orquesta Camerata Barroca de Barcelona. Su grabación de las canciones completas de Frederic Mompou como solista con Jordi Masó al piano fue muy bien acogida por la prensa.
En 2018 ha grabado en CD la ópera sobre Ramon Llull de Francesc Cassú
Es profesora de Canto en el Conservatorio del Liceu desde el año 2014.

## Premios y reconocimientos
Ha sido galardonada en varios concursos y festivales de ámbito nacional e internacional, incluyendo el premio Francesc Viñas en 2008, con el Premio del Público y el Premio al mejor intérprete de Mozart. También ha obtenido el premio del Concurso Permanente de Juventudes Musicales de España, el primer premio del X Certamen para Voces Jóvenes Manuel Ausensi y el premio del público en el VII Concurso de Canto Montserrat Caballé. En el año 2011, el Ayuntamiento de Tarragona le otorgó el Diploma al Mérito Cultural por su trayectoria internacional y labor de embajadora de su ciudad natal. Actualmente es miembro del Senado de Tarragona.